# Armentieux
Armentieux ist eine französische Gemeinde mit 71 Einwohnern (Stand 1. Januar 2022) im Département Gers in der Region Okzitanien. Sie gehört zum Kanton Pardiac-Rivière-Basse und zum Arrondissement Mirande.
An der östlichen Gemeindegrenze verläuft der Fluss Arros sowie sein Zufluss Larté.
Nachbargemeinden sind Ladevèze-Ville im Nordwesten, Ladevèze-Rivière im Norden, Juillac im Nordosten, Marciac im Osten, Auriébat im Süden und Labatut-Rivière im Westen.

## Bevölkerungsentwicklung
| Jahr                       | 1962 | 1968 | 1975 | 1982 | 1990 | 1999 | 2008 | 2017 |
| -------------------------- | ---- | ---- | ---- | ---- | ---- | ---- | ---- | ---- |
| Einwohner                  | 113  | 93   | 76   | 79   | 71   | 76   | 81   | 76   |
| Quellen: Cassini und INSEE |      |      |      |      |      |      |      |      |

## Wirtschaft
Die Rebflächen in Armentieux waren Teil des Weinbaugebietes Côtes de Saint-Mont.